# OOCL Germany
OOCL Germany — другий контейнеровоз G-класу, побудований на верфі Samsung Heavy Industries у Геодже. Було завершено та охрещено в серпні 2017 року та введено в експлуатацію для торгової смуги Азії та Європи OOCL.

## Будівництво
OOCL Germany має довжину 400 метрів, ширина 59 метрів, глибину 32.5 метрів і осадкою 15.00 метрів. Дедвейт судна становить 197,500 DWT, валовий тоннаж 210,890 GT і чистий тоннаж становить 63,279 NT. Має місткість 21,413 TEU.

## Інженерія
Основним двигуном OOCL Німеччини є Wärtsilä-Sulzer RTA96-C, який має вихідну потужність 80 080 кВт. Корабель працює на службовій швидкості 22,5 вузла, а максимальна швидкість перевищує 24,0 вузла.